# Azuga
Azuga – miejscowość w południowej Rumunii, w Karpatach Południowych, w okręgu Prahova. Według ostatniego spisu ludności z 2002 roku liczba mieszkańców wynosiła 5213 osób. Leży w górach Bucegi nad rzeką Azuga, dopływem rzeki Prahova. Najbliżej położonym dużym miastem jest Braszów, oddalony o około 36 km na południe. Jest ośrodkiem sportów zimowych, łączna długość tras narciarstwa alpejskiego wynosi blisko 7 km.
W mieście rozwinął się przemysł włókienniczy, cementowy, szklarski, spożywczy oraz ceramiczny.

## Galeria

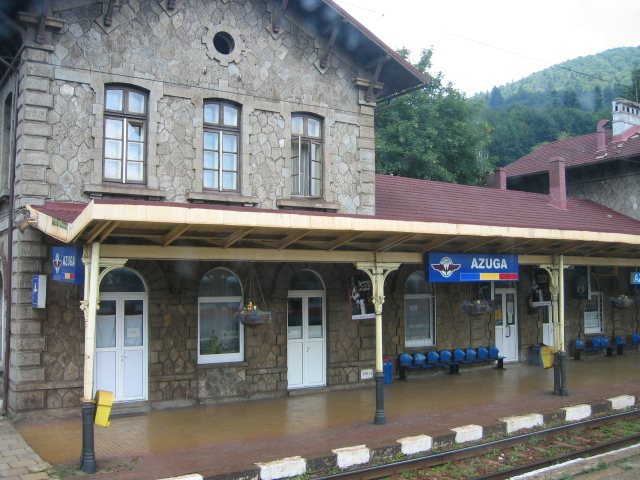
Dworzec kolejowy
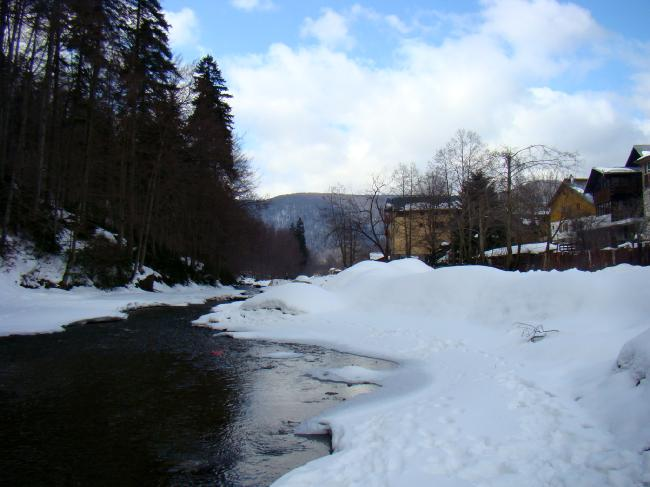
Rzeka Azuga